# Навалин
Навалин је насељено место града Лесковца у Јабланичком округу. Према попису из 2022. било је 683 становника.

## Демографија
У насељу Навалин живи 715 пунолетних становника, а просечна старост становништва износи 41,3 година (39,5 код мушкараца и 43,3 код жена). У насељу има 218 домаћинстава, а просечан број чланова по домаћинству је 4,12.
Ово насеље је у потпуности насељено Србима (према попису из 2002. године), а у последња три пописа, примећен је пад у броју становника.
|  |

| Демографија | Демографија | Демографија |
| Година      | Становника  | Становника  |
| ----------- | ----------- | ----------- |
| 1948.       | 974         |             |
| 1953.       | 967         |             |
| 1961.       | 922         |             |
| 1971.       | 956         |             |
| 1981.       | 939         |             |
| 1991.       | 925         | 925         |
| 2002.       | 898         | 900         |
| 2011.       | 826         |             |
| 2022.       | 683         |             |

| Етнички састав према попису из 2002.‍ | Етнички састав према попису из 2002.‍ | Етнички састав према попису из 2002.‍ | Етнички састав према попису из 2002.‍ | Етнички састав према попису из 2002.‍ |
| ------------------------------------ | ------------------------------------ | ------------------------------------ | ------------------------------------ | ------------------------------------ |
|                                      |                                      |                                      |                                      |                                      |
| Срби                                 | Срби                                 |                                      | 898                                  | 100,0%                               |
| непознато                            | непознато                            |                                      | 0                                    | 0,0%                                 |

| Година пописа     | 1948. | 1953. | 1961. | 1971. | 1981. | 1991. | 2002. |
| ----------------- | ----- | ----- | ----- | ----- | ----- | ----- | ----- |
| Број домаћинстава | 137   | 160   | 189   | 221   | 210   | 219   | 218   |

| Број чланова      | 1  | 2  | 3  | 4  | 5  | 6  | 7  | 8 | 9 | 10 и више | Просек |
| ----------------- | -- | -- | -- | -- | -- | -- | -- | - | - | --------- | ------ |
| Број домаћинстава | 28 | 25 | 33 | 42 | 27 | 38 | 18 | 2 | 2 | 3         | 4,12   |

| Пол    | Укупно | Неожењен/Неудата | Ожењен/Удата | Удовац/Удовица | Разведен/Разведена | Непознато |
| ------ | ------ | ---------------- | ------------ | -------------- | ------------------ | --------- |
| Мушки  | 385    | 86               | 262          | 30             | 7                  | 0         |
| Женски | 362    | 36               | 265          | 52             | 9                  | 0         |
| УКУПНО | 747    | 122              | 527          | 82             | 16                 | 0         |

| Пол    | Укупно                    | Пољопривреда, лов и шумарство | Рибарство                            | Вађење руде и камена | Прерађивачка индустрија       |
| ------ | ------------------------- | ----------------------------- | ------------------------------------ | -------------------- | ----------------------------- |
| Мушки  | 213                       | 132                           | 0                                    | 0                    | 52                            |
| Женски | 128                       | 95                            | 0                                    | 0                    | 21                            |
| УКУПНО | 341                       | 227                           | 0                                    | 0                    | 73                            |
| Пол    | Производња и снабдевање   | Грађевинарство                | Трговина                             | Хотели и ресторани   | Саобраћај, складиштење и везе |
| Мушки  | 1                         | 5                             | 11                                   | 1                    | 4                             |
| Женски | 0                         | 0                             | 2                                    | 0                    | 1                             |
| УКУПНО | 1                         | 5                             | 13                                   | 1                    | 5                             |
| Пол    | Финансијско посредовање   | Некретнине                    | Државна управа и одбрана             | Образовање           | Здравствени и социјални рад   |
| Мушки  | 0                         | 0                             | 3                                    | 0                    | 3                             |
| Женски | 1                         | 0                             | 0                                    | 3                    | 2                             |
| УКУПНО | 1                         | 0                             | 3                                    | 3                    | 5                             |
| Пол    | Остале услужне активности | Приватна домаћинства          | Екстериторијалне организације и тела | Непознато            | Непознато                     |
| Мушки  | 0                         | 0                             | 0                                    | 1                    | 1                             |
| Женски | 2                         | 0                             | 0                                    | 1                    | 1                             |
| УКУПНО | 2                         | 0                             | 0                                    | 2                    | 2                             |